# Katiu
Katiu, également appelé Atina, est un atoll situé dans l'archipel des Tuamotu en Polynésie française. Il fait administrativement partie de la commune de Makemo.

## Géographie

### Situation
Katiu est situé à 39 km au sud-est de Raraka, à 26 km au nord-ouest de Makemo, ainsi qu'à 575 km à l'est de Tahiti. L'atoll le plus proche est le groupe des îles Raevski à 15 km au sud-est. L'atoll, de forme pratiquement rectangulaire, fait 24,5 km de longueur et 12 km de largeur maximales pour une surface de terres émergées de 10 km2. Son grand lagon d'une superficie de 232,5 km2 est accessible par deux passes à l'est et l'ouest.

### Démographie
En 2017, la population totale de Katiu est de 190 personnes, principalement regroupées dans le village de Hitianau situé sur le motu nord-est ; son évolution est la suivante :
| 122                                                     | 200 | 208 | 352 | 285 | 250 | 240 |
| Sources ISPF et Gouvernement de la Polynésie française. |     |     |     |     |     |     |

## Histoire

### Découverte par les Européens
La première mention de Katiu par un Européen fut faite par Fabian Gottlieb von Bellingshausen le 15 juillet 1820, qui nomme l'atoll du nom d'île Saken. L'atoll est également visité le 20 décembre 1840 par l'explorateur américain Charles Wilkes lors de son expédition australe.

### Période contemporaine
Au XIXe siècle, Katiu devient un territoire français, peuplé alors d'environ 200 habitants autochtones, où se développe une petite production de nacre et, en raison de la profondeur des passes, devient un havre accessible à des bateaux de bon tonnage. Par ailleurs, à cette époque le chef de Katiu est également celui des Îles Raevski composé des trois petits atolls inhabités de Hiti, Tepoto Sud, et Tuanake. Au milieu du siècle, l'atoll est évangélisé avec la fondation de la paroisse Saint-Gabriel en 1850, puis la construction de l'église homonyme en 1992 rattachée au diocèse de Papetee.

## Économie
Comme la plupart des îles de Polynésie, Katiu vit de la récolte de coprah ainsi que du tourisme. Mais l'essentiel de l'économie est liée à l'exploitation de la mer d'une part avec la perliculture fortement pratiquée sur 250 ha au centre du lagon pour l'élevage et les greffes alimentés par 1 000 lignes de collectages du naissain autorisées à l'Est près des terres ; d'autre part avec l'aquaculture mise en œuvre grâce aux parcs à poissons situés près des deux passes permettant l'exportation d'environ 8 tonnes de poissons annuellement vers Tahiti ; enfin avec la récolte des holothuries, autorisée depuis 2017 sur les platiers récifaux des deux tiers nord-ouest du lagon, pour l'exportation vers l'Asie,.
L'atoll possède depuis 2001 un aérodrome moderne – avec une piste de 1 180 m de longueur et une tour de contrôle –, situé au nord de l'île et relié au village principal par une petite route. Il accueille, en moyenne, environ 180 vols et 3 000 passagers par an, dont la moitié en transit.

## Flore et faune
Katiu accueille des spécimens de Cassytha filiformis et des Amaranthaceae du genre Achyranthes aspera var. velutina ainsi qu'une population endémique de Chevaliers des Tuamotu.